# Sandhaie
Die Sandhaie (Odontaspididae) sind eine kleine Familie der Haie (Selachii) und gehören zur Ordnung der Makrelenhaiartigen (Lamniformes).
Sandhaie sind gemächliche Schwimmer. Sie haben relativ kleine Augen im Verhältnis zum Körper und besitzen keine Nickhaut um die Augen zu schützen. Die langen, scharfen Zähne stehen nach vorne ab und geben ihnen ein gefährliches Aussehen durch das geöffnete Maul beim Schwimmen. Sie sind jedoch nicht aggressiv.
Bei den Sandhaien kommt es zu einem vorgeburtlichen Kannibalismus. Nur die zwei ältesten Jungtiere entwickeln sich und werden geboren. Nachdem sie zuerst ihren eigenen Dottersack, der ihnen die wichtigsten Nährstoffe liefert, verzehrt haben, entwickeln sich bei den Erstgeschlüpften Zähne. In der späteren Tragezeit, die bei Sandhaien zwischen acht und zwölf Monaten liegt, ernähren sich die ältesten von den unbefruchteten Eiern und den Geschwisterembryonen.

## Systematik
Es werden drei Arten in zwei Gattungen unterschieden. Die bekannteste Art ist der Sandtigerhai:
- Gattung: Großzahn-Sandtigerhaie (Carcharias  (Rafinesque, 1810))
  - Sandtigerhai (Carcharias taurus  (Rafinesque, 1810))
- Gattung: Kleinzahn-Sandtigerhaie (Odontaspis  (Agassiz, 1838))
  - Schildzahnhai (Odontaspis ferox  (Risso, 1810))
  - Großaugen-Sandtigerhai (Odontaspis noronhai  (Maul, 1955))